# グルタチオニルスペルミジン合成酵素
グルタチオニルスペルミジン合成酵素(Glutathionylspermidine synthase、EC 6.3.1.8)は、以下の化学反応を触媒する酵素である。
グルタチオン + スペルミジン + ATP{\displaystyle \rightleftharpoons }グルタチオニルスペルミジン + ADP + リン酸
従って、この酵素の基質はグルタチオンとスペルミジンとATPの3つ、生成物はグルタチオニルスペルミジンとADPとリン酸の3つである。
この酵素はリガーゼ、特に酸-D-アンモニア（またはアミン）リガーゼ（アミドシンターゼ）に分類される。系統名は、γ-L-グルタミル-L-システイニル-グリシン:スペルミジン リガーゼ (ADP形成)(gamma-L-glutamyl-L-cysteinyl-glycine:spermidine ligase (ADP-forming))である。この酵素は、グルタチオンの代謝に関与している。補因子としてマグネシウムを必要とする。

## 構造
2007年末時点で、5つの構造が解明されている。蛋白質構造データバンクのコードは、2IO7、2IO8、2IO9、2IOA及び2IOBである。